# Boris Gutnikov
Boris Lvovich Gutnikov (Vítsiebsk (Belarús), 4 de juliol, 1931 - Sant Petersburg (Rússia), 6 d'abril, 1986), va ser violinista soviètic. Artista del Poble de la RSFSR (1979).

## Biografia
Gutnikov; nascut en una família jueva. Va estudiar al Conservatori Estatal de Sant Petersburg que porta el nom de Rimski-Kórsakov amb Iu. I. Eidlin. El març de 1943, va participar en un concert de joves músics en el marc de la celebració del 80è aniversari del Conservatori de Taixkent. Es va graduar al conservatori el 1954 i va completar els seus estudis de postgrau el 1958. El 1956 va guanyar el Concurs Internacional de Violí J. Slavik i F. Ondříček de Praga, i un any més tard el Concurs Long i Thibaud de París. El 1962 va rebre el primer premi al Segon Concurs Internacional Txaikovski. Des del 1958, ensenya al Conservatori Estatal de Leningrad que porta el nom de N. A. Rimski-Kórsakov (des del 1973, en fou professor). Va fer nombroses gires per les ciutats de l'URSS i a l'estranger.
Gutnikov és un representant de l'escola de violí de Sant Petersburg-Leningrad. La seva manera de tocar es caracteritza per la bellesa i l'expressivitat del so de l'instrument, el bon fraseig i l'equilibri harmoniós entre l'expressivitat i la lògica de la interpretació. La premsa internacional el va classificar entre els violinistes més grans del segle XX.
B. L. Gutnikov va morir el 6 d'abril de 1986 a la ciutat de Leningrad. Va ser enterrat a Leningrad, al cementiri de Serafimovski.

## Família
- Esposa - Emma Arkadyevna Zhokhova (1937), pianista soviètica
  - Fill - Arkadi Borisovitx Gutnikov (nascut el 1969), violinista alemany

## Títols
- Artista Honorat de la RSFSR (23.10.1962)
- Decret núm. 1315 de l'Artista del Poble de la RSFSR (01.12.1978)